# 지자 (스피드스케이팅 선수)
지자(중국어: 吉佳, 병음: Jí Jiā, 한자음: 길가, 1985년 1월 22일 ~ )는 중화인민공화국의 은퇴한 스피드 스케이팅 선수이다. 중국 중장거리 여자 대표팀 선수로, 2006년 동계 올림픽, 2004년 세계 종목별 선수권 대회, 2005년 세계 종합 올라운드 선수권 대회 등에 참가하였다.